# Самолевська Ольга Юзефівна
Самолевська Ольга Юзефівна (21 травня 1957 року в Києві) — українська кінорежисерка-документалістка, сценаристка і поетка, лауреатка міжнародних та національних кінофестивалів.

## Освіта
Закінчила Київський державний інститут театрального мистецтва ім. І. Карпенка-Карого.

## Творчість: фільми

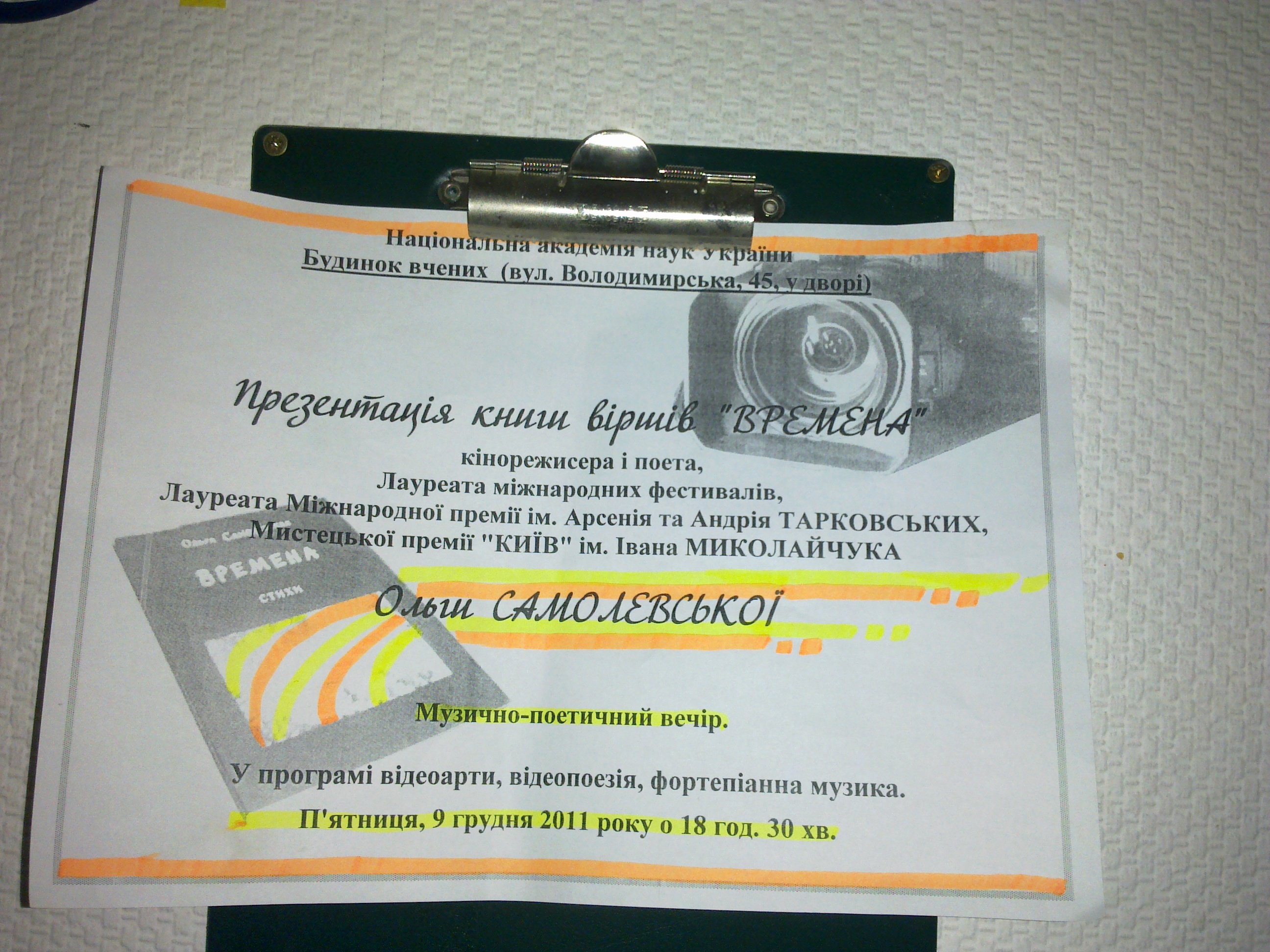
Оголошення про презентацію книги віршів Ольги Самолевської

Створила на студії «Київнаукфільм» стрічки:
- «Мені страшно малювати маму» (1984)
- «Я себе запитую» (1985)
- «Буде багато світла» (1986, співавт. сцен.)
- «Пам'яті загиблих будинків» (1988) — документальний фільм про місто Київ
- «Stabat Mater» (1997, авт. сцен., 10 хв.)[1]
- «Катерина Білокур. Послання» (2002, 52 хв.) — художньо-документальний фільм[2]
- «Земляни» (2009, 52' хв.)
- «Невідома Україна. Лікарська справа. Історія медицини.» Цикл фільмів (Фільм 10 «Чи повернеться лікар?» і 12 «Пам'ятай про життя»)[3][4]

а також:
- «Згадка про пісню» (2005, 2'05")
- «Перша леді зони відчуження» (2010, «Укртелефильм»)[5]
- «Дотик»
- «Триптих» (23 хв.)
- «Освідчення» (10 хв.)

## Публікації
- Ольга Самолевська // dt.ua, author
- Один у полі воїн — один у небі Бог // 20 грудня 2018 / Михайлівський Золотоверхий собор, Микола Макаренко
- Алеї нашої пам'яті // 11 серпня 2017 / Олександр Олесь, Павло Тичина, Григорій Гладинюк, Максим Берлинський

## Відзнаки і звання
- член Національної Спілки кінематографістів України
- лауреат Всеукраїнського конкурсу романів та сценаріїв «Коронація слова» (2003)
- лауреат Міжнародної премії ім. Арсенія та Андрія Тарковських (Київ)
- лауреат Мистецької премії «Київ» ім. Івана Миколайчука (2003)
- лауреат Всеукраїнського поетичного фестивалю